# Српски пословни клуб Привредник
Српски пословни клуб Привредник је удружење српских привредника и успешних менаџера. Клуб је добровољно, независно, непрофитно и нестраначко удружење успешних привредника и других водећих јавних личности, у циљу унапређења предузетништва и менаџмента у Србији

## О Клубу
Клуб је основан 9. јануарa 2002. године у Београду од стране 23 привредника и успешна менаџера. Оснивачи су удружили свој лични и потенцијал фирми којима управљају желећи да, са једним новим квалитетом, допринесу остваривању тешких, друштвено дефинисаних задатака: обезбеђења равноправног статуса и поштовања у оквиру међународне заједнице и обезбеђење стабилног и сигурног, у целини реформисаног друштвеног амбијента.
Један од важнијих циљева је и очување традиције Српског привредног друштва „Привредник“ основаног 1897. године у Загребу. Овај циљ се реализује кроз доделу стипендија талентованим и вредним ђацима и студентима. Стипендије додељују компаније у којима чланови Клуба остварују власничка и/или управљачка права. Клуб је до 2012. године стипендирао преко 320 талентованих ђака и студената са преко 400.000 евра.

## Историјат
Током новембра и децембра 2001. године Иницијативни одбор је почео са активностима за оснивање асоцијације успешних српских привредника, на иницијативу председника Владе Републике Зорана Ђинђића. Иницијативни одбор за оснивање Клуба чинили су: Мирослав Мишковић (Делта холдинг), Миодраг Бабић (Хемофарм концерн), Слободан Радуловић (Ц-маркет), Раде Свилар (Апатинска пивара), Дмитар Шегрт (Тоза Марковић) и Миодраг Савићевић (Генекс група). Први радни састанак Иницијативног одбора организован је 4. децембра 2001. године у сали Адриатик хотела Интерконтинентал. Том приликом разговарано је о циљевима и принципима рада будућег друштва.
На позив председника Хемофарма Миодрга Бабића, 13. децембра 2001. године, после консултација у Иницијативном одбору, заказана је Оснивачка скупштина СПК „Привредник“ за 9. јануар 2002. године. Оснивачкој скупштини одржаној у хотелу Интерконтинентал у 11:00 присуствовало је 24 будућих чланова. Усвојена је Одлука о оснивању удружења грађана "Привредник" и Статут. За председника Клуба изабран је господин Миодраг Бабић, на мандат од годину дана. Већ 1. фебруара одржан је припремни радни састанак за Прву редовну седницу Скупштине. Утврђени су организација и принципи рада Клуба и дефинисана тема прве Скупштине: Мишљење на Предлог закон о јавним набавкама. Прва редовна седница Скупштине Клуба одржана је 22. фебруара 2002. године у Генекс апартаманима, када је Клуб званично почео са радом.
После истека успешног мандата досадашњег председника Бранислава Грујића, 12. децембра 2012. године за новог председника Клуба изабран је Миодраг Костић. Чланови Извршног одбора су Ивана Веселиновић, Миодраг Бабић, Војин Лазаревић, Слободан Петровић и Небојша Шапоњић, док састав Надзорног одбора није мењан – реизабрани су Драгољуб Вукадиновић, Гојко Мухадиновић и Ратко Затезало.

## Чланови Клуба
1. Мирољуб Алексић
2. Мирослав Атељевић
3. Миодраг Бабић
4. Милија Бабић
5. Доброслав Бојовић
6. Милан Беко
7. Владимир Чупић
8. Зоран Дракулић
9. Данко Ђунић
10. Бранислав Грујић
11. Веселин Јевросимовић
12. Андреј Јовановић
13. Љубиша Јовановић
14. Миодраг Костић
15. Војин Лазаревић
16. Мића Мићић
17. Василије Мићић
18. Жељко Митровић
19. Мирослав Мишковић
20. Рашко Москољевић
21. Гојко Мухадиновић
22. Зоран Обрадовић
23. Слободан Петровић
24. Ненад Поповић
25. Нада Поповић Перишић
26. Драгијана Радоњић Петровић
27. Обрад Сикимић
28. Ранко Сочанац
29. Топлица Спасојевић
30. Иван Станковић
31. Никола Станковић
32. Бранислав Стојаковић
33. Душан Ступар
34. Раде Свилар
35. Небојша Шапоњић
36. Небојша Шарановић
37. Драган Томић
38. Ивана Веселиновић
39. Александар Влаховић
40. Драгољуб Вукадиновић
41. Ратко Затезало
42. Жељко Жунић

## Председници
1. Миодраг Бабић (9. јануар 2002. — 2004)
2. Данко Ђунић (2004. — 4. мај 2010)
3. Бранислав Грујић (4. мај 2010. — 12. децембар 2012)
4. Миодраг Костић (12. децембар 2012. — данас)